# John Miller (veslač)
John Lester Miller, ameriški veslač, * 5. junij 1903, New York, † 1. avgust 1965, New York.
Miller je za Združene države Amerike nastopil kot član osmerca na Poletnih olimpijskih igrah 1924 v Parizu. Ameriški čoln je tam osvojil zlato medaljo.